# Shining (norvég együttes)
A Shining norvég zenekar, melyet 1999-ben Osloban alapított Jørgen Munkeby. Avantgárd metal, experimental rock, fúziós dzsessz és free jazz műfajokban játszanak. Gyakran Shining (NOR) néven illetik őket, hogy ne keverjék össze őket az 1996-ban alakult ugyanilyen nevű svéd black metal együttessel.

## Története
Az eredetileg instrumentális akusztikus jazzt játszó kvartettet Jørgen Munkeby szaxofonista alapította 1999-ben. Munkeby ekkor a Norvég Zeneakadémia hallgatója volt, s egy, már leszervezett koncertjére verbuvált zenekart a diáktársaiból. A kedvező kritikai visszhangok hatására hamar stúdióhoz jutottak, az első két album hangzásvilágát Ornette Coleman és John Coltrane ihlette. 
A 2005-ös harmadik lemezükön (In the Kingdom of Kitsch You Will Be a Monster) történt az első elmozdulás egy avantgárdabb, elektronika- és rock-alapú hangzásvilág irányába. Az első tagcseréket követően jutottak el a 2007-es negyedik albumukhoz (Grindstone), melyet áthatottak progresszív noise rock, pop és modern kori klasszikus zenei hatások. Ugyanebben az évben több black metal zenekarral is közreműködtek, először az In Lingua Mortuával, majd az  Enslaveddel turnéztak együtt. A rá következő évben Munkeby és az Enslave-alapító Ivar Bjørnson közösen komponáltak egy kilenc tételes, poszt-apokaliptikus Ragnarök tematikájú koncertművet (Nine Nights in Nothingness – Glimpses of Downfall avagy The Armageddon Concerto). A noise/drone elemekre épülő zenemű hatásai közt egyaránt említik a King Crimsont, Olivier Messianent és Ligeti Györgyöt.
A 2010-ben már öttagú Shining ekkor vált népszerű extrém avantgárd zenekarrá, s ekkor jelent meg a Blackjazz című lemez, utalva a két meghatározó norvégiai műfajra (black metal és jazz). Az album és a címe irányt mutatott a következő évek lemezeinek is, dacára az egyre meghatározóbb hard rock és industrial rock elemeknek. Az újabb kori lemezek dalai rövidebbek és behatároltabbak. A 2018-as Animal albumukkal egy sokkal populárisabb irányba kanyarodott a zenekar, tovább távolodva mind a jazztől, mind az extrém metaltól.

## Jelenlegi tagok
- Jørgen Munkeby – szaxofon (1999-), furulya, klarinét (1999-2007), gitár (2004-), ének (2010-)
- Håkon Sagen – gitár (2010-)
- Eirik Tovsrud Knutsen – billentyűk, szintetizátor (2014-)
- Tobias Omes Andersen – dobok (2014-)
- Ole Vistnes – basszusgitár (2015-)

## Diszkográfia
- Where the Ragged People Go – stúdióalbum, 2001
- Sweet Shanghai Devil – stúdióalbum, 2003
- In the Kingdom of Kitsch You Will Be a Monster – stúdióalbum, 2005
- Grindstone – stúdióalbum, 2007
- Nine Nights in Nothingness – Glimpses of Downfall – koncertmű a Moldejazz Fesztivál megrendelésére, 2008
- Blackjazz – stúdióalbum, 2010
- Live Blackjazz – koncertalbum, 2011
- One One One – stúdióalbum, 2013
- International Blackjazz Society – stúdióalbum, 2015
- Animal – stúdióalbum, 2018